# نارادا برنارد
نارادا برنارد (انگلیسی: Narada Bernard؛ زادهٔ ۳۰ ژانویهٔ ۱۹۸۱) بازیکن فوتبال اهل بریتانیا است.
از باشگاه‌هایی که در آن بازی کرده‌است می‌توان به باشگاه فوتبال ویموث، باشگاه فوتبال تورکی یونایتد، باشگاه فوتبال آرسنال، باشگاه فوتبال ولینگ یونایتد، باشگاه فوتبال بیشاپس استورتفورد، باشگاه فوتبال ای. اف. سی بورنموث، باشگاه فوتبال میدنهد یونایتد، باشگاه فوتبال فارن‌بورو، باشگاه فوتبال دوور اتلتیک، باشگاه فوتبال همل همپستید تاون، باشگاه فوتبال ووکینگ، باشگاه فوتبال بارنت و باشگاه فوتبال سنت آلبنز سیتی اشاره کرد.
وی همچنین در تیم ملی فوتبال جامائیکا بازی کرده‌است.